# نيكولا سبينس
نيكولا سبينس (بالإنجليزية: Nicola Spence)‏ هي أحيائية بريطانية، ولدت في 22 فبراير 1961.